# لیدیا گلوبوکووا
لیدیا گلوبوکووا (انگلیسی: Lidiya Glubokova؛ زادهٔ ۱۷ سپتامبر ۱۹۵۳) بازیکن هاکی روی چمن اهل اتحاد جماهیر شوروی سوسیالیستی است.